# Тест другої часткової похідної
Тест другої часткової похідної — метод використовуваний для визначення чи є критична точка функції максимумом, мінімумом чи сідловою точкою.

## Тест

### Функція від двох змінних
Припустимо, що f(x, y) — диференційовна дійснозначима функція двох змінних чиї часткові похідні існують.  Матриця Гессе H для f це 2 × 2 матриця часткових похідних f:
{\displaystyle H(x,y)={\begin{pmatrix}f_{xx}(x,y)&f_{xy}(x,y)\\f_{yx}(x,y)&f_{yy}(x,y)\end{pmatrix}}}.
Нехай D(x, y) буде її визначником:
{\displaystyle D(x,y)=\det(H(x,y))=f_{xx}(x,y)f_{yy}(x,y)-\left(f_{xy}(x,y)\right)^{2}}.
Насамкінець, припустимо що (a, b) це критична точка f (тобто, fx(a, b) = fy(a, b) = 0).  Тоді тест другої часткової похідної стверджує таке:
1. Якщо {\displaystyle D(a,b)>0} і {\displaystyle f_{xx}(a,b)>0} тоді {\displaystyle (a,b)} є локальним мінімумом f.
2. Якщо {\displaystyle D(a,b)>0} і {\displaystyle f_{xx}(a,b)<0} тоді {\displaystyle (a,b)} є локальним максимумом f.
3. Якщо {\displaystyle D(a,b)<0} тоді {\displaystyle (a,b)} є сідловою точкою f.
4. Якщо {\displaystyle D(a,b)=0} тоді тест другої похідної не є достатним, і точка (a, b) може бути мінімумом, максимумом або сідловою точкою.

### Обґрунтування
Скористаємось розкладенням у ряд Тейлора:
{\displaystyle \Delta f\simeq (x-x_{0})f_{x}+(y-y_{0})f_{y}+{\frac {1}{2}}(x-x_{0})^{2}f_{xx}+(x-x_{0})(y-y_{0})f_{xy}+{\frac {1}{2}}(y-y_{0})^{2}f_{yy}.}
У критичній точці 
| {\displaystyle \Delta f} | {\displaystyle \simeq } | {\displaystyle {\frac {1}{2}}(x-x_{0})^{2}f_{xx}+(x-x_{0})(y-y_{0})f_{xy}+{\frac {1}{2}}(y-y_{0})^{2}f_{yy}}                                                                  |
|                          | {\displaystyle =}       | {\displaystyle {\frac {(y-y_{0})^{2}}{2}}{\bigg [}{\bigg (}{\frac {x-x_{0}}{y-y_{0}}}{\bigg )}^{2}f_{xx}+{\bigg (}{\frac {x-x_{0}}{y-y_{0}}}{\bigg )}f_{xy}+f_{yy}{\bigg ]}.} |

Очевидно, що ми уникаємо точки {\displaystyle y=y_{0},} інакше це не спрацює. Тепер введемо заміну {\displaystyle z={\frac {x-x_{0}}{y-y_{0}}},} маємо
{\displaystyle \Delta f={\frac {(y-y_{0})^{2}}{2}}g(z).}
Оскільки {\displaystyle {\frac {(y-y_{0})^{2}}{2}}\geq 0,} знак {\displaystyle \Delta f} повністю визначає знак {\displaystyle g(z).}

#### Допоміжна лема
Розглянемо квадратичну {\displaystyle (A\neq 0)} функцію {\displaystyle g(x)=Ax^{2}+2Bx+C.}
1. Якщо {\displaystyle AC-B^{2}>0,} і {\displaystyle A>0} або {\displaystyle C>0,} тоді {\displaystyle g(x)>0} для всіх {\displaystyle x.}
2. Якщо {\displaystyle AC-B^{2}>0,} і {\displaystyle A<0} або {\displaystyle C<0,} тоді {\displaystyle g(x)<0} для всіх {\displaystyle x.}
3. Якщо {\displaystyle AC-B^{2}<0,} тоді існують значення {\displaystyle x} такі, що {\displaystyle g(x)>0} і такі, що {\displaystyle g(x)<0.}

У виродженому випадку потрібен додатковий тест за допомогою вищих похідних.
Заувага, глобальний мінімум чи максимум функції не завжди є у критичній точці. Слід перевірити границі й нескінченність.
Доведення:
1. Нехай {\displaystyle AC-B^{2}>0.} Якщо {\displaystyle A>0,} тоді {\displaystyle \lim _{x\rightarrow \infty }g(x)=\infty ,} що означає, що {\displaystyle g(x)>0} для деякого {\displaystyle x.} З іншого боку, якщо {\displaystyle C>0} тоді {\displaystyle g(0)>0,} отже знов, ми знаємо, що існує {\displaystyle x} коли {\displaystyle g(x)>0.} Якщо {\displaystyle g} і набуває від'ємних значень, то виходить, що {\displaystyle g} мусить десь обертатись у нуль. Ми можемо знайти коріні квадратного рівняння, тобто значення {\displaystyle x} де {\displaystyle g(x)=0:}
{\displaystyle x={\frac {-2B\pm {\sqrt {(2B)^{2}-4AC}}}{2A}}={\frac {-B\pm {\sqrt {B^{2}-AC}}}{A}}.} 
{\displaystyle AC-B^{2}>0,} це значить, що {\displaystyle B^{2}-AC<0,} тому значення {\displaystyle x}, отримані з цієї формули, не є дійсними (бо містять ненульову уявну частину). Це означає, що {\displaystyle g(x)} ніколи не обертається на нуль для будь-якого {\displaystyle x,} отже {\displaystyle g} ніколи не перетинає вісь {\displaystyle x,} тому {\displaystyle \forall z,g(z)>0.}
2. Цей випадок майже ідентичний попередньому.
3. Якщо {\displaystyle AC-B^{2}<0,} то {\displaystyle g(x)} перетинає вісь {\displaystyle x} двічі, тобто вона має як додатні так і від'ємні значення.